# El martirio de los diez mil cristianos
El martirio de los diez mil cristianos, conocido en alemán como Marter der zehntausend Christen, es un cuadro del pintor alemán Alberto Durero (Albrecht Dürer). Fue realizado en 1508, repitiendo con variantes una xilografía del propio Durero de 1496. Es una pintura al óleo sobre lienzo, que mide 99 cm de alto y 87 cm de ancho. Se conserva en el Museo de Historia del Arte de Viena, Austria.
El elector sajón Federico el Sabio encargó esta obra para la habitación en que conservaba supuestas reliquias de los diez mil mártires en Wittenberg. El cuadro al principio da la impresión de un álbum ilustrado con un desorden de figuras vestidas y desnudas. También el paisaje con formas de árboles retorcidas y una vegetación semejante a la jungla, es inusual en Durero. 
En cuanto a cuáles sean esos diez mil mártires representados, ha de señalarse que puede referirse a dos episodios distintos del martirologio romano. El 18 de marzo se celebra la muerte en Nicomedia de diez mil mártires como consecuencia de la persecución de Diocleciano. Su origen está en un antiguo martirologio griego, traducido por el cardenal Sirleto (1514-1585) y publicado por Henricus Canisius. Hay un segundo grupo de 10 000 mártires. El 22 de junio se conmemora la muerte de diez mil soldados crucificados por el rey persa Sapor II en el monte Ararat en tiempos de los emperadores romanos Adriano y Antonino Pío. El origen se encuentra en una leyenda que se dice que se tradujo de un original griego hoy desconocido por Anastasio el Bibliotecario en el siglo IX. La obra de Durero parece referirse a esta segunda leyenda, por haber elementos orientalizantes en los verdugos, y no romanos.
Aparecen en el cuadro alrededor de 140 figuras, algo muy infrecuente en Durero, cuyas composiciones tenían un número muy inferior de personajes. Estas personas se ven sometidas a diversas formas de tortura y ejecución. En una zona montañosa, los persas arrojan a los cristianos al vacío. En otro lugar, matan a un cristiano clavándole una estaca en el cuerpo. En la parte delantera izquierda se ve que otro va a ser ejecutado cortándole la cabeza con una cimitarra.
Destaca, en el centro de la composición, el autorretrato de Durero, que lleva en las manos una especie de pancarta que es en realidad un cartellino en el que firmó y fechó la obra: «Esta obra fue realizada en el año 1508 por Alberto Durero, Alemán». Se ha identificado a su acompañante como el humanista Conrad Celtis, transmitiendo así la idea de igualdad entre el arte pictórico y la actividad intelectual de pensadores como Celtis.